# Shinju
Pour les articles homonymes, voir Shinjū.

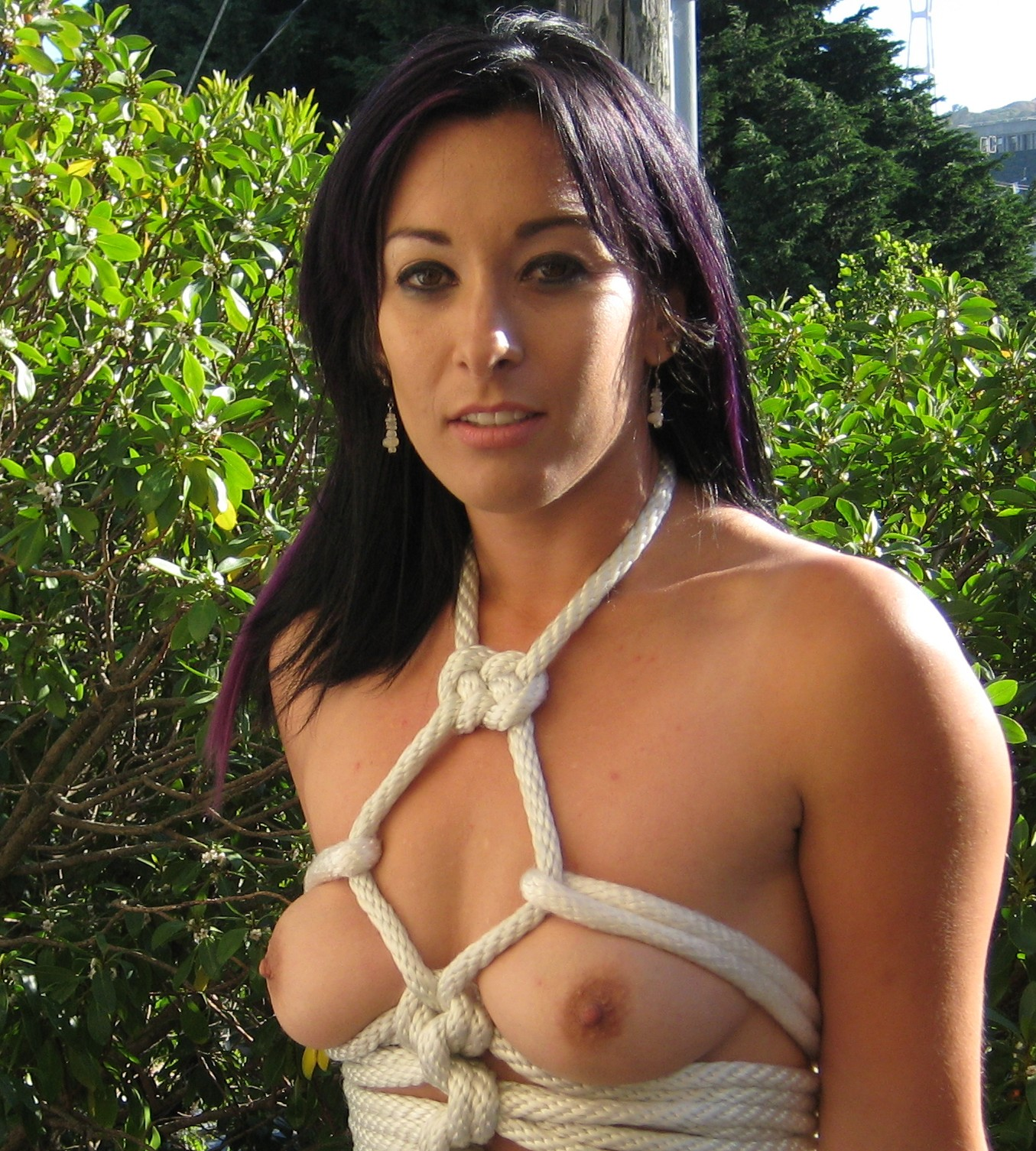
Modèle avec bondage shinju.

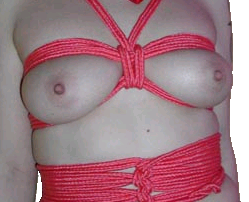
Bondage shinju (détail).

Le shinju est une forme de bondage appliqué à la poitrine d'une femme. Cette pratique proviendrait du Japon ; en Occident, le vêtement qui sert à une telle pratique est appelé « harnais bikini ». Aucun bondage de type shinju n'a été retrouvé dans une quelconque édition de kinbaku. Le mot a été appliqué par des sites Internet commerciaux, au milieu des années 1990 et, par erreur, au bondage japonais pratiqué à l'aide de cordes.

## Étymologie
Shinju (真珠) est un mot japonais signifiant « perle ». Par euphémisme, il désigne également les seins. Il est également utilisé pour désigner une sorte de licol, élément vestimentaire féminin japonais.

## Historique
L'art de lier les bras et la poitrine est connu dans les traités de kinbaku sous l’appellation de ushiro takatekote. Il consiste à lier les bras derrière le dos (後ろ, ushiro et 高手小手, takate kote) dans la posture d'un boxeur. Cette position, originellement décrite dans les arts martiaux des samourai d'hojōjutsu (捕縄術) ou de nawajutsu (縄術), devenue une forme d'érotisme à la fin du XIXe siècle et au début du XXe siècle, est le point de départ de la plupart des autres techniques de ligotage décrites dans le kinbaku.